# Mesrop Machtots
Pour l’article homonyme, voir Machtots.
Saint Mesrop (prononcé Mesrob en arménien occidental), dit aussi Machtots (en arménien Մեսրոպ Մաշտոց), né en l'an 362 dans le village de Hatsekats, en Taronide, près du lac de Van, en Arménie occidentale et mort le 17 février 440, à Vagharchapat, est un moine, lettré, linguiste missionnaire chrétien, traducteur de la Bible, théologien, saint de l'Église apostolique arménienne et de l'Église catholique arménienne.
Il est le créateur de l'alphabet arménien, et à l'origine de la littérature et de l'enseignement des lettres arméniennes. Son rôle historique a été déterminant dans la conservation de l'identité nationale arménienne, .
La première phrase écrite dans le nouvel alphabet arménien aurait été le début du Livre des Proverbes du roi Salomon :

« Ճանաչել զիմաստութիւն եւ զխրատ, իմանալ զբանս հանճարոյ »
« Čanačʿel zimastutʿiwn ew zxrat, imanal zbans hančaroy » 
« Pour connaître la sagesse et l'instruction, Pour comprendre les paroles de l'intelligence. »

— Livre des Proverbes, 1:2.

## Sources
Voir aussi Historiographie arménienne (ru).
L'histoire de la création de l'écriture arménienne est largement documentée. Plus de 30 sources écrites primaires sont à la disposition des chercheurs contemporains, et permettent d'établir une biographie critique de Mesrop Machtots. Celle apportant les informations les plus essentielles sur sa vie et son action est la Vie de Machtots, dont l'auteur est son élève et biographe Korioun. Elle est écrite dans les années 440, à la demande du catholicos Hovsep Ier de Holotsim (440-454). Les manuscrits par lesquels elle nous est connue remontent aux XIIe et XIIIe siècles.
Elle est suivie pour son intérêt historique par l'Histoire de l'Arménie, de Moïse de Khorène (Khorenatsi), un des jeunes élèves de Machtots, lui aussi contemporain et témoin de ses actions.
Certains manuscrits plus anciens remontent aux Xe, XIe et XIIe siècles. Des informations de valeur sur Machtots sont ainsi données dans son Histoire de l'Arménie par un auteur du Ve siècle, Lazare de Pharbe (Papetsi). Élève d'Agan Artsouni, lui-même élève de Machtots, il écrit autour de 500. Il apporte des indications importantes, qui complètent Korioun et Khorenatsi.
Il existe également des biographies plus tardives de Mesrop Machtots, dont celle d'un anonyme du XIIIe siècle, auteur d'une Histoire du Saint patriarche Sahak et du vartabed Machtots, et celle d'un ecclésiastique des XIIe et XIIIe siècles, Karapet Sasnetsi, auteur de Vie et mort du vartabed Machtots.
Doivent être également mentionnées d'autres sources médiévales et post-médiévales, dont au VIIe siècle, Movsès Kaghankatvatsi, David Kharkatsi, Anania de Shirak, une chronique anonyme de la même époque, au IXe et Xe siècles, Thomas Arçrouni et Hovhannès V de Draskhanakert, et aux XIIe et XIIIe siècles, des historiens comme Kirakos de Gandzak, Vardan Areveltsi, Michel le Syrien et quelques autres. Elles sont d'une grande importance pour l'analyse comparée et la vérification des informations données par Korioun, Khorenatsi et Parpetsi.

## Biographie

### Premières années. Origine
Dans le manuscrit de son biographe Korioun, le nom de Machtots est le plus utilisé, et Mesrovp ou Mesrop le sont seulement dans les titres. Chez Khorenatsi, celui de Mesrop est régulièrement utilisé, et il n'y a qu'une occurrence de celui de Machtots. La date de naissance de Mesrop Machtots n'est pas connue précisément. Les historiens actuels considèrent qu'elle est située en 361 ou en 362,.

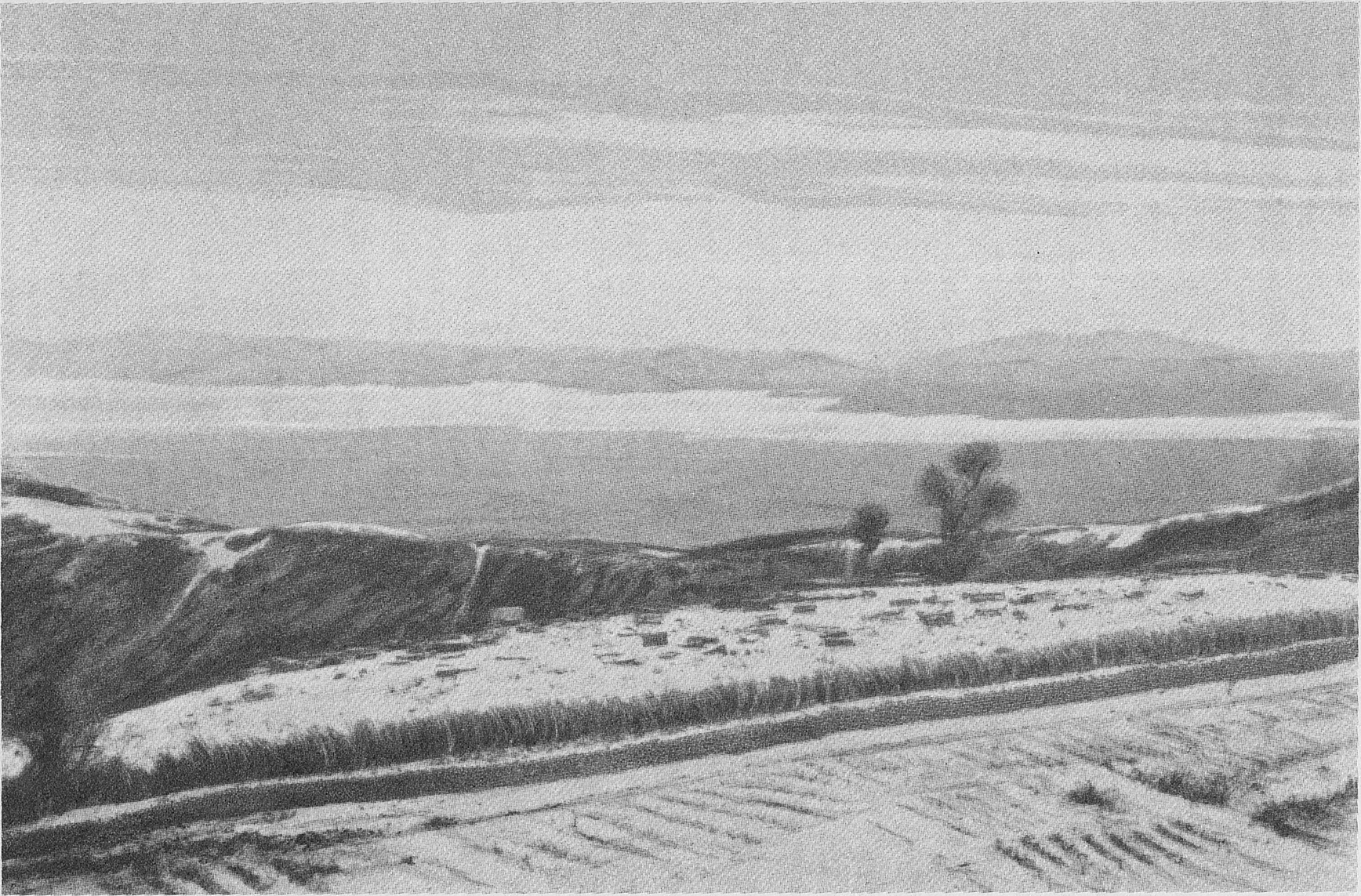
Vue sur la région de Taron, depuis la terrasse du IVe siècle du monastère Saint-Karapet (photographie de 1901).

Comme Korioun, toutes les autres sources indiquent que le lieu de sa naissance est le village de Hatsekats (Khatsik), au nord-ouest du lac de Van, dans la province de Taron, en Arménie occidentale, actuellement en Turquie. Taron était alors un centre religieux de l'Arménie.
On ne sait rien de ses parents, sinon que son père s'appelait Vardan,. L'historien arménien du Ve siècle Fauste de Byzance mentionne Khatsik en le qualifiant de village de Kartchazates, c'est-à-dire d'hommes à demi-libres (de kartch, limité ou court, et azat, libre). S'agissant de cette catégorie sociale de l'ancienne Arménie, les chercheurs supposent qu'elle avait, vraisemblablement, obligation de servir dans des troupes montées, ce qui lui procurait en contrepartie certains privilèges,. L'opinion majoritaire, sur le fondement d'autres sources, reste que Machtots était le « fils d'un paysan libre »,.
Provenant en tout cas d'une famille aisée, Machtots suit au début des années 370 les cours de l'une des écoles grecques de Taron,. Outre l'arménien, sa langue natale, il parle le grec, le syriaque et le moyen-persan. Le niveau initial en grec de Machtots n'est pas des plus élevés pour son époque, selon l'historien du Ve siècle Parpetsi, et il ânonnait en lisant en cette langue. Mais il parle déjà brillamment le syriaque et le persan, et apprend ensuite les langues caucasiennes.

### Débuts à la cour du roi
Korioun indique que Machtots sert à la cour des Arsarcides, rois de la Grande Arménie, à l'époque où un certain Aravan était grand azarapet,. Selon Khorenatsi, il est nommé secrétaire à la cour arménienne. Partpetsi, plus précis, indique qu'il est au service du roi arménien Khosrov IV pendant « un certain nombre d'années », ce qui fait que son installation à la capitale Vagharchapat ne serait pas antérieure à 385. Il a des fonctions et vraisemblablement un grade militaire. Cela est confirmé par une mention de Karion : « il gagna par sa science de la guerre l'amour de ses soldats ». Il sert également dans cette période comme scribe et secrétaire à la chancellerie royale. On considère que ces années de service à la cour jouent un rôle important dans la formation de ses vues religieuses et politiques ultérieures, ce que confirme également Khorenatsi. Quelques chercheurs font l'hypothèse que le fait que Machtots se rend à la capitale et sert à la cour est lié au statut social de sa famille.
La situation politique arménienne est alors extrêmement tendue. Sous les coups tant de l'Empire romain que des Sassanides, l'État arménien est considérablement affaibli. Machtots est le témoin direct du partage de l'Arménie entre ces deux puissances en 387. Les données sur cette partie de sa vie restent pauvres, et son biographe Korioun se concentre plus sur les activités de prédicateur et d'éducateur de son maître. C'est, selon lui, à la cour qu'il étudie pour la première fois avec assiduité les écritures saintes. En 392-393, il se convertit définitivement au christianisme.

### Prêches

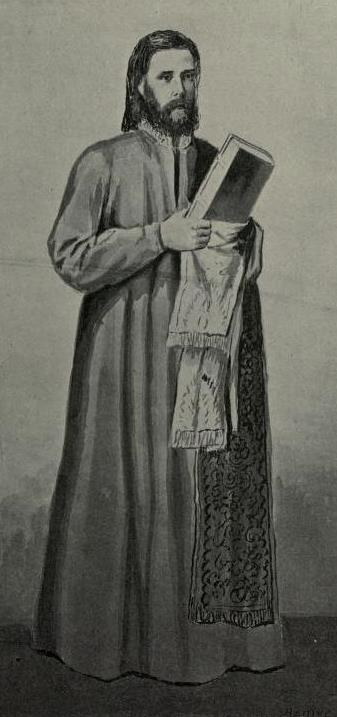
Mesrop Machtots jeune prêtre (L'Arménie et les Arméniens illustrés, 1898).

La période pendant laquelle Machtots prêche est décrite avec plus de précisions par Korioun. En 395-396,, Machtots quitte la cour du roi et commence à évangéliser les païens arméniens. Khorenatsi précise que l'affaiblissement et la chute du royaume d'Arménie ont conduit à une résurgence du paganisme, avec comme foyer, Rortastak, dans la région de Gokhtn (ru) (Goltn), près de Nakhitchevan,,. Comme Vagharchapat, Goltn est une des principales localités où Machtots revient régulièrement. Il mène dans cette période une vie érémitique.
Il traduit de vive voix la bible aux arméniens dans leur langue, et n'utilise le grec et le syriaque que pour les autres peuples :

« Cependant, lorsqu'il prêchait, le bienheureux Mesrop avait une tâche difficile, car il devait à la fois lire et traduire. Si quelqu'un d'autre lisait, et qu'il n'était pas auprès de lui, alors le peuple ne comprenait pas à cause de l'absence de traducteur. »

Après 387, l'Est de l'Arménie est rattachée à la Perse, les écoles grecques y sont fermées, et le pays traverse une profonde crise politique et culturelle. Machtots voit le salut de l'Arménie dans le renforcement de la foi chrétienne,. Il comprend qu'il a besoin pour propager le christianisme, d'un alphabet qui serve à la traduction de la bible et des livres saints. Pouvoir ainsi écrire en arménien rendrait possible l'épanouissement de la culture arménienne et, par là-même, la conservation de l'originalité politique, religieuse et culturelle du pays. Un sentiment d'unité nationale est en partie à l'origine de ce projet.
Ses premières tentatives remontent à ses prêches à Goltn et dans la province de Siynik (ru), où il a le soutien des princes locaux,. Il pense recevoir à Vagharchapat un appui du catholicos Sahak Ier Parthev, qui défend des idées proches des siennes. Mesrop, « venant le voir à propos de la recherche des lettres arméniennes, le trouva des plus enthousiastes », selon Khorenatsi. Avec le catholicos, ils décident de créer un alphabet qui convienne à la traduction des livres saints.

### L'assemblée de Vagharchapat

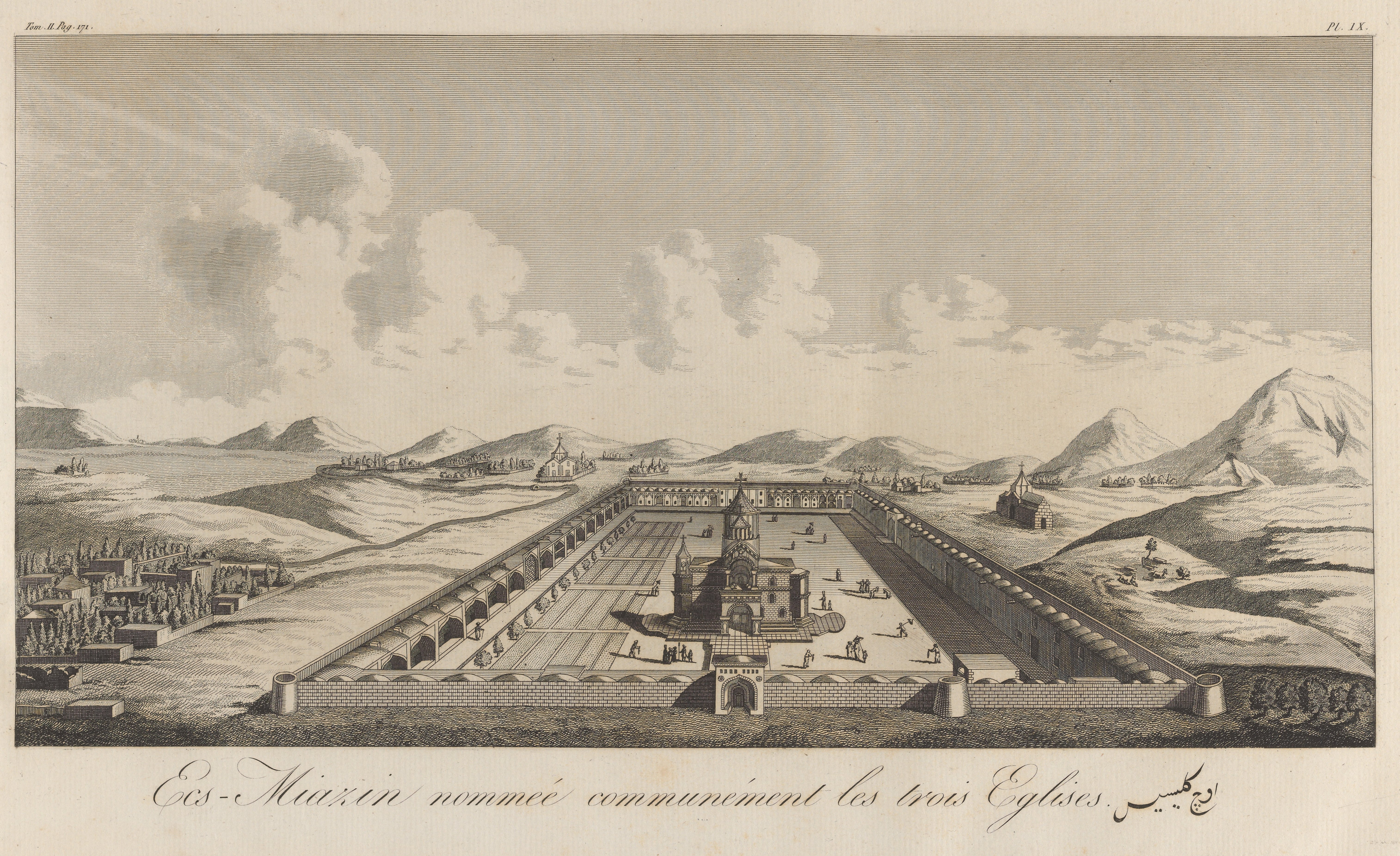
Vagharchapat au XVIIe siècle. Gravure d'après un dessin de Jean Chardin.

Une assemblée ecclésiastique spéciale est convoquée,,, un « conseil des saints frères soucieux du pays [l'Arménie], pour créer un alphabet pour le peuple arménien ». Tous les évêques de l'Église apostolique arménienne sont présents,. Machtots est à l'origine du synode, mais le rôle du catholicos arménien est déterminant. L'événement est non seulement le signe du soutien officiel de l'église, mais également la manifestation de l'importance politique du projet. Bien que la création d'un alphabet arménien et de la traduction de la Bible soient depuis longtemps dans les esprits, le synode en est le véritable point de départ. C'est alors que la décision est officiellement prise, de même que celle de ne plus utiliser dans le pays les écritures syriaque, parthe et grecque, et par la-même, de se soustraire à l'influence des églises grecque et syriaque.
Participent au synode non seulement des ecclésiastiques, mais également des laïques. Le roi Vram Châhpouh, revenu de Mésopotamie, est informé « des questions, des recherches et des nombreuses difficultés » rencontrées par Mesrop Machtots et le catholicos. Il soutient leur initiative, et indique qu'il existe en Mésopotamie un alphabet arménien ancien, qu'il n'a pu se procurer dans son voyage,,,,.
Dès le début, le projet n'est donc pas seulement celui de l'église, et il a une signification politique nationale. « Comprenant que la fin du royaume d'Arménie était imminente, et voyant dans le malheur une épreuve de patience », le pouvoir royal fait alliance avec Machtots et Sahak.

### Les caractères de Daniel. Statut officiel de l'arménien
Après l'assemblée de Vagharchapat, approximativement en 404, un émissaire du roi Vagritch Khadouni est envoyé auprès de l'évêque Daniel pour rapporter en Arménie ce qui sera appelé les caractères de Daniel, dont l'origine est toujours discutée. Selon les sources historiques,, ce sont des lettres d'un alphabet arménien, retrouvées par Daniel et remontant à une période antérieure. On sait aussi que Mesrop Machtots et Sahak Parthev, lorsqu'ils ont pris connaissance de cet alphabet, l'ont considéré comme un héritage arménien et se sont efforcés de le faire renaître,.

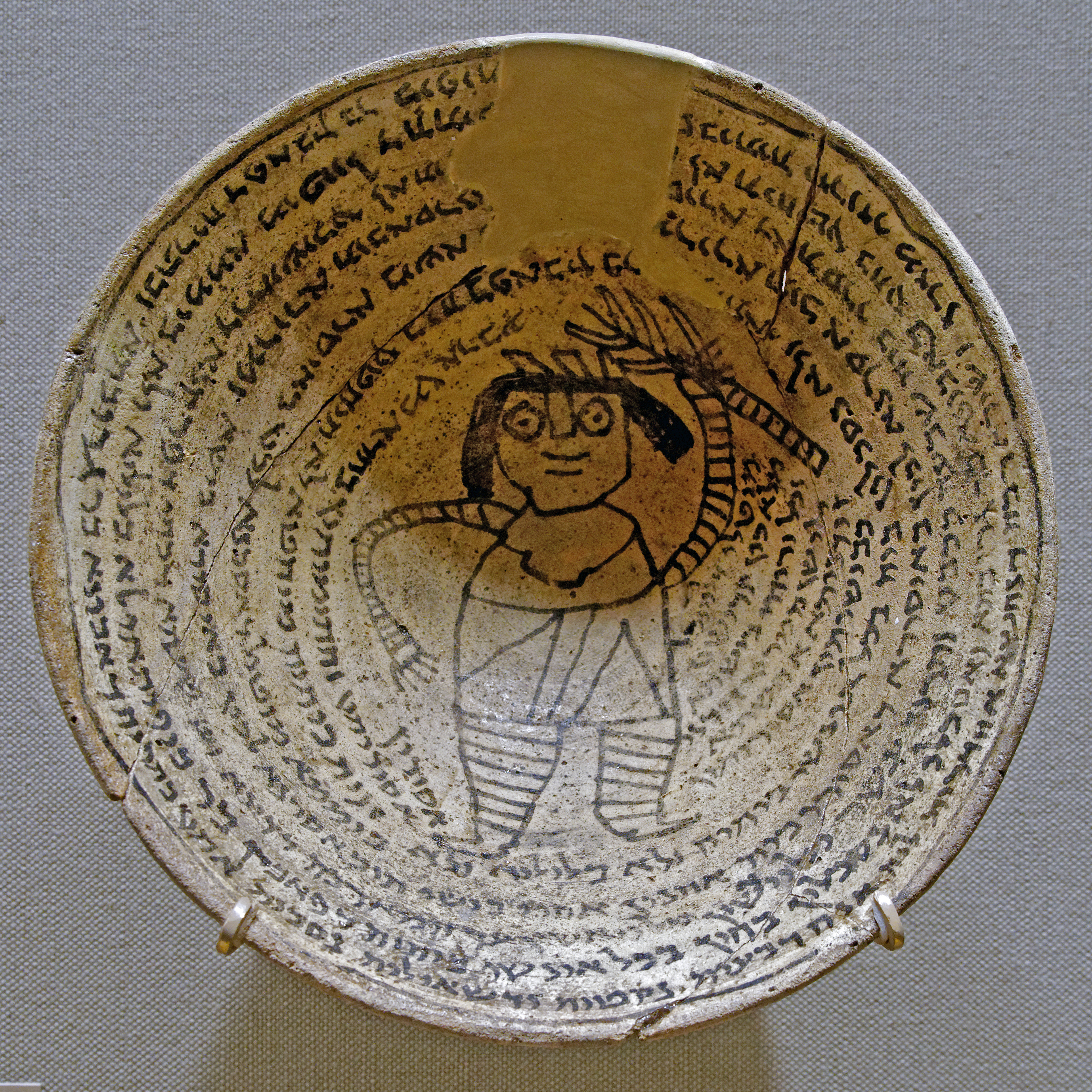
Coupe d'incantation avec inscription en araméen, autour de la représentation d'un démon. Ve siècle - VIe siècle.

Le roi Vram Châhpouh ordonne alors d'utiliser partout l'alphabet retrouvé pour l'enseignement de l'écriture :
Par cette décision historique, il est le premier à la faire de la langue arménienne une langue officielle. Machtots, promu archimandrite (vardapet), rassemble de premiers élèves et commence à enseigner en utilisant l'alphabet de Daniel. Il y consacre environ deux années,.

« Et quand beaucoup d'eux les eurent appris, il (le roi) ordonna de les enseigner [ces caractères]. Et il donna lui-même au bienheureux Machots le titre de vardapet. Il [Machots] se consacra pendant environ deux ans à leur enseignement et utilisa ces caractères. »

Mais l'alphabet retrouvé n'est pas adapté aux particularités phonétiques de l'arménien classique,,,. Cette première tentative se révèle un échec, et son seul résultat significatif est le début d'officialisation de la langue arménienne.
Les chercheurs contemporains sont partagés quant à l'origine des caractères de Daniel. Ils peuvent être selon eux soit d'origine arménienne pré-chrétienne, ou soit être une forme d'un alphabet sémitique ou araméen. Ils auraient été en tout état de cause dans l'incapacité de rendre la richesse de la structure consonantique de langue arménienne, a fortiori certaines voyelles.

### L'expédition mésopotamienne. Création de l'alphabet

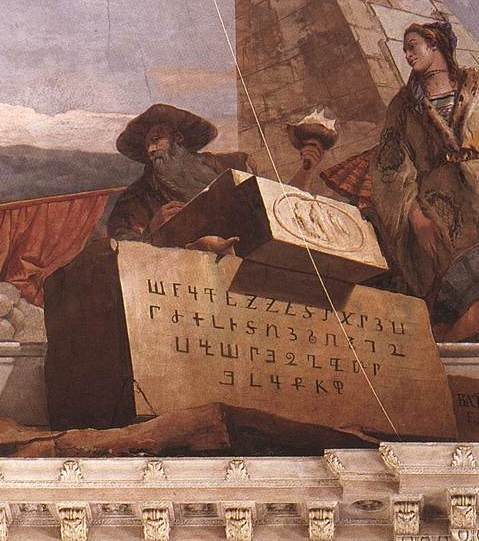
Giovanni Battista Tiepolo, Mesrop Machtots. Fresque (entre 1752 et 1753).

Sur l'ordre du roi, et en accord avec le catholicos, Machtots entreprend une expédition en Mésopotamie du nord avec un groupe d'élèves. Ils se rendent dans les villes d'Amida, d'Édesse et de Samosate. La motivation principale de ce séjour à l'étranger est encore débattue. Son objectif est plus probablement de trouver une aide auprès des lettrés et sages mésopotamiens que de poursuivre la recherche d'un alphabet arménien qui y aurait été conservé. D'autres orientalistes font l'hypothèse que Machots était sûr de l'existence de cet alphabet.
Machtots rend d'abord visite à l'évêque Daniel, qui avait découvert les caractères, mais, « ne trouvant rien de plus qu'avant », part pour Édesse. Édesse est alors un des grands centres éducatifs et scientifiques de l'époque, célèbre pour ses bibliothèques.
Vraisemblablement, c'est dans ces bibliothèques qu'il fait les recherches qui seront la base de travaux. Il y étudie plusieurs alphabets de différentes langues, notamment pehlevi et éthiopien,, prenant connaissance de leur structure, de la forme de leurs lettres, des principes de leur écriture. Il ne commence qu'après cela la conception d'un nouvel alphabet.
Machtots partage ses élèves en deux groupes : les uns restent à Édesse pour étudier l'alphabet syriaque, les autres se rendent dans la ville de Samosate pour étudier l'alphabet grec. Il rencontre en Mésopotamie des savants qui lui sont présentés par les autorités temporelles et spirituelles, dont l'évêque d'Amida, Acace, et celui d'Édesse, Paquida (ru),. Ils ne lui sont finalement d'aucune aide.
En 405, dans la ville d'Édesse, après de longue recherches, Machtots achève un alphabet arménien de 36 lettres.

« Il a ainsi enduré de nombreuses privations pour apporter une aide à son peuple. Et le dieu le plus miséricordieux le bénit de sa sainte dextre, et fit que, comme un père, il engendra un nouvel et merveilleux enfant, les caractères de la langue arménienne. Et là-bas, il les traça rapidement, leur donna leur nom, les rangea en ordre et les disposa syllabe par syllabe. »

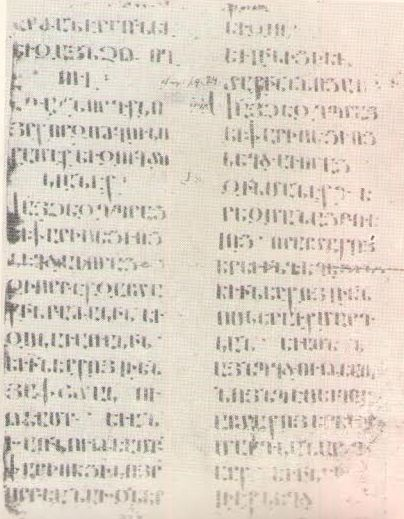
Fragment de manuscrit arménien du Ve siècle.

Machtots se rend ensuite à Samosate, où, avec le calligraphe grec Ropanos, il précise le tracé des lettres, et « fixe définitivement toutes les différences des caractères, les pleins et les déliés, les courts et les longs, les séparations et les liaisons ». Le travail de création de l'alphabet arménien s'achève ainsi à Édesse.
Plus de cent ans après l'adoption du christianisme en tant que religion d'État, la première traduction de larges extraits de la Bible et leur mise en forme calligraphique sont maintenant l'objectif de Machtots . Avec deux de ses élèves et Ropanos, ils commencent à utiliser le nouvel alphabet à cette fin. Ropanos forme ses élèves comme scribes de la nouvelle écriture arménienne.
Après une visite à l'évêque de Syrie, Machtots revient avec ses élèves en Syrie. Il a passé une année complète dans les villes mésopotamiennes. En Arménie, le catholicos Sahak met à sa disposition un groupe de moines-élèves, avec lesquels il fixe les règles phonétiques et orthographique de la langue arménienne.
Cet épisode et le rôle de Machtots dans la création du nouvel alphabet ont dans l'histoire de l'écriture un caractère exceptionnel :

« L'expédition de Machtots est la première mission linguistique, de nature authentiquement scientifique, qui ait eu pour but l'élaboration d'un alphabet. »

### Fondation de l'école et activité éducative

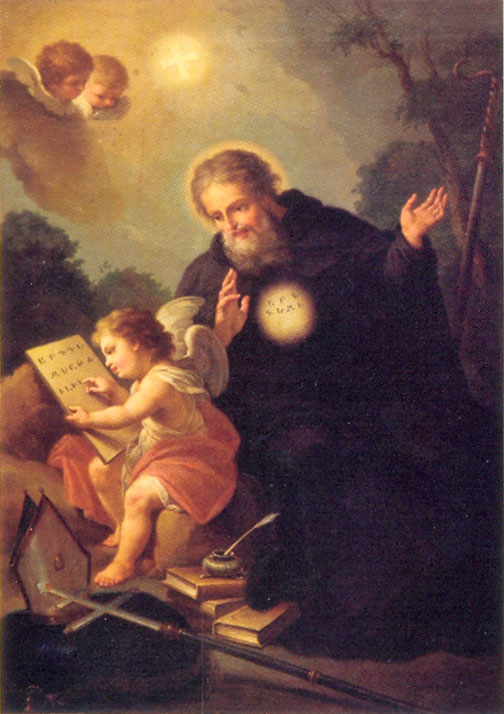
Mesrop Machtots. Tableau de Francesco Maggiotto (1750-1805).

À son retour à la capitale, Machtots, sur l'ordre du roi Vram Châhpouh, commence à enseigner dans la région de Mark. Ce territoire, situé sur les rives de l'Araxe, fait partie du Nakhitchevan. Après « avoir convaincu de la justesse de l'alphabet créé », il fonde en collaboration avec le catholicos le séminaire de Vagharchapat, première « école supérieure » de l'Arménie chrétienne,, où sont rassemblés des élèves de tout le pays. L'éducation religieuse se fait ainsi fait en arménien. Machtots enseigne lui-même dans le séminaire. Les élèves étudient les trois matières du trivium, la grammaire, la logique et la rhétorique, et se préparent à être traducteurs et prédicateurs,. Machtots forme également à la cour royale la noblesse guerrière des Azatani (ru). Les premières écoles arméniennes sont inspirées du modèle grec, mais Machtots élabore une méthode d'enseignement de l'arménien. Lui et ses assistants enseignent non seulement la lecture et l'écriture, mais également le chant d'église, et veillent à l'éducation physique :

« Après avoir choisi sur l'ordre de Vram Châhpouh et de Sahak le grand des enfants intelligents et en bonne santé, doué d'une voix douce et d'un bon souffle, il établit des écoles dans toutes les régions, et commença à enseigner dans toute la partie perse [de l'Arménie], mais non dans la grecque… »

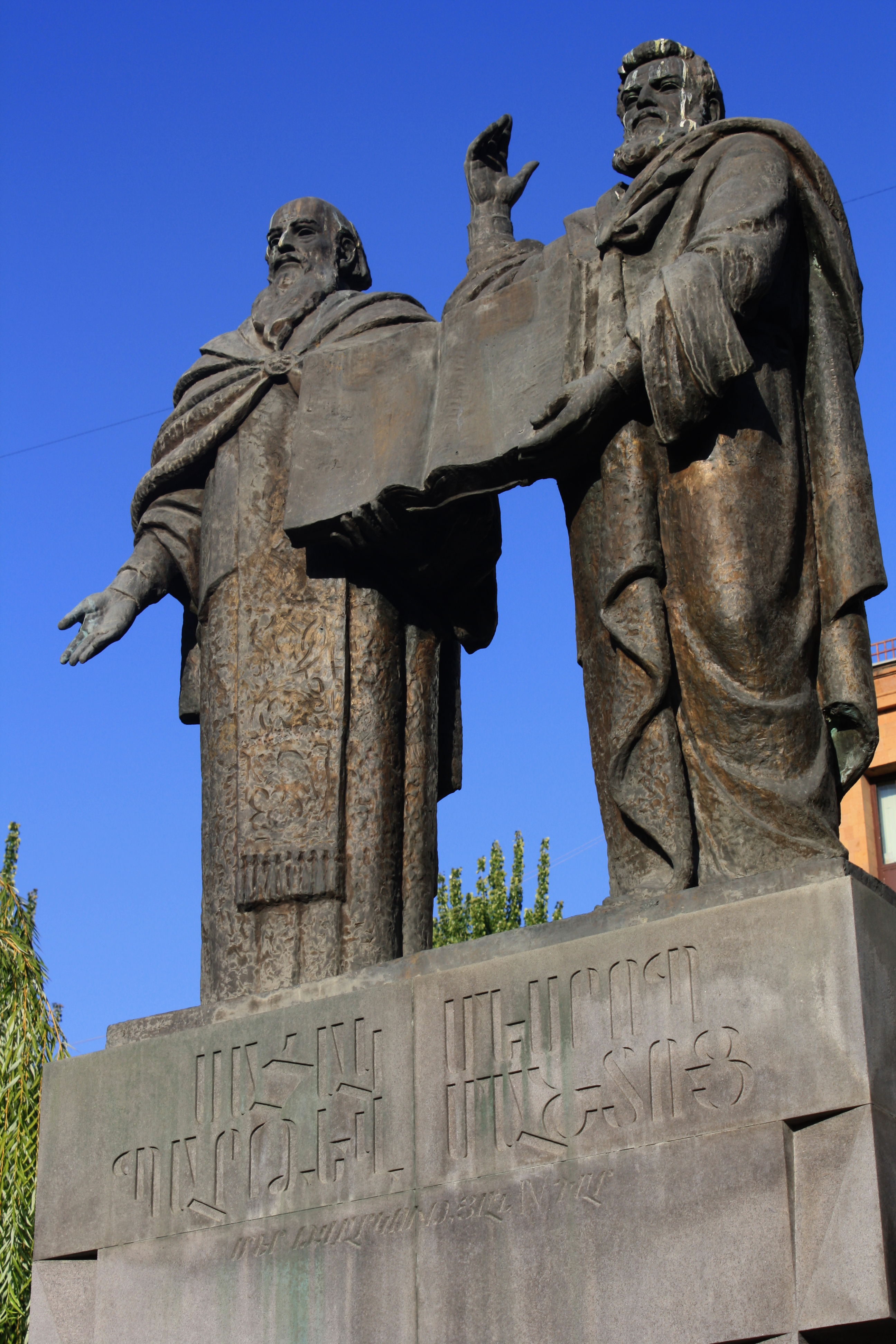
Monument à Machtots et Sahak devant l'université d'État d'Erevan.

Après la création de l'alphabet, une nouvelle étape commence pour Machtots. Après avoir obtenu l'accord du roi et du catholicos, il prêche de nouveau avec un groupe d'élèves dans les provinces arméniennes. Ce voyage missionnaire commence à Gokhtn (ru) et en Siounie, où Vasak de Siounie, futur marzpan d'Arménie lui apporte son aide. Après une visite dans l'Empire byzantin et en Albanie, il se rend dans le Gardman, une des plus importantes provinces au nord-est de l'Arménie. Sur l'invitation d'Achoucha de Gourark, il visite la région de Tašir (ru), dans la province de Gourark. Il joint la prédication évangélique à l'alphabétisation,. Dans les années 410, il diffuse le nouveau alphabet dans la plupart des régions de l'Est de l'Arménie.
En 414, Vram Châhpouh meurt ; il était le principal soutien politique de l'action de Mersop Machtots. Châhpûhr, fils du souverain sassanide Yazdgard Ier, lui succède, mais en 419 une période de vacance du pouvoir commence. Les enseignements de Machtots se poursuivent alors dans un contexte d'instabilité politique.
La période est cependant marquée par un développement culturel en profondeur de l'Arménie. Machtots et Sahak ont envoyé dans les différents territoires arméniens des enseignants formés, qu'ils ont préparé à l'alphabétisation et à la propagation de la foi. Ils ont diffusé la nouvelle écriture en Arménie, ils ont traduit la Bible, à partir des textes syriaques, en raison de l'interdiction de l'utilisation des textes en grec.

### Mission en Arménie byzantine et rencontre avec l'empereurThéodoseII
Après avoir déployé son enseignement en Arménie orientale, Machtots se rend à Constantinople avec un groupe d'élèves et de compagnons, pour fonder une école arménienne en Arménie occidentale. Il rencontre à la frontière le commandant des armées romaines, Anatolius,, qui adresse une lettre à l'empereur afin de l'informer des projets de Machtots. Celui-ci n'obtient d'abord pas l'autorisation demandée, et est ainsi obligé de rendre personnellement à la capitale. Il est accompagné de Vardan II Mamikonian et d'une partie de ses élèves, mais laisse les autres à Mélitène auprès de l'évêque Acace de Mélitène.
La cause du premier refus est vraisemblablement l'irritation des représentants du clergé de Césarée de Cappadoce, qui considèrent ces régions sous leur influence, y utilisent l'écriture grecque et sont gênés par l'action de Machots et Sahak,. Cet obstacle explique, probablement, le début tardif de l'activité de Mesrop Machtots en Arménie occidentale, bien après la création de l'alphabet arménien.

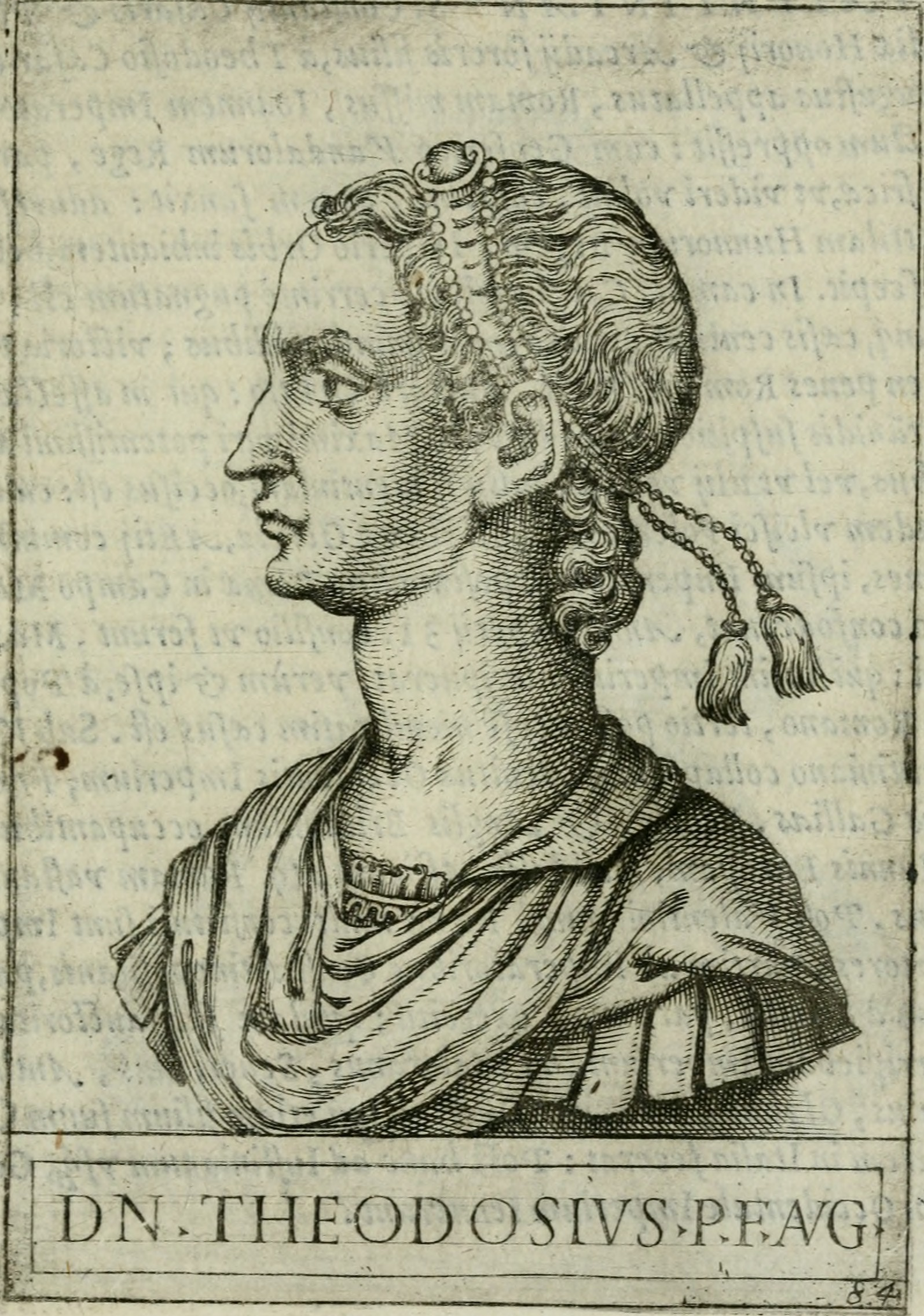
Théodose II, gravure, XVIe siècle.

Les discussions avec Constantinople ne commencent pas avant mars-avril 420,. Machtots est reçu avec honneur par le jeune empereur byzantin Théodose II et reçoit l'autorisation de poursuivre son activité, « d'une charte scellée du sceau de l'empereur ». Selon celle-ci, Machtots a le droit de réunir des jeunes gens dans la partie grecque de l'Arménie. Selon une autre charte, Machtots doit évincer la secte des Borborites (ru) de ces provinces. Maschtots reçoit également la bénédiction du patriarche des grecs Attique de Constantinople. Le titre d'acémète (ru) lui est attribué par les autorités byzantines.
Toutes les dépenses et les autres frais liés à l'enseignement de l'écriture et à l'évangélisation sont payés par le trésor byzantin. Des négociations parallèles ont lieu avec le trône impérial. L'attitude positive de la cour de Byzance pour la mission de Machtots a un arrière-plan politique, et veut contrer le renforcement de l'influence sassanide en Arménie.

Cependant, le trône et le patriarche reprochent au catholicos Sahak de ne pas s'être adressé avec Machtots aux savants byzantins pour créer l'alphabet arménien et de chercher à affranchir l'Église arménienne de l'influence byzantine.

« Après avoir ordonné d'étudier ta lettre, nous avons compris ce que tu avais exposé, et nous te reprochons sévèrement de t'être livré de tout cœur au roi des païens, et nous ne considérons pas comme utile d'en dire plus par écrit. Et nous t'accusons encore à un grand degré de t'être adressé à certains syriens pour des découvertes des sciences, en ayant dédaigné les sages de notre ville. C'est pourquoi nous sommes satisfaits que nos sujets méprisent cet enseignement… Mais comme Mesrop nous a dit que cet art doit avoir son origine dans un don du ciel, alors nous ordonnons,qu'il soit enseigné avec le plus grand zèle… »

Les premières écoles arméniennes ouvrent en Arménie occidentale entre 420 et 422, avec l'aide du général Anatolius. Selon un message du patriarche Attique, Machtots conduit pendant sa mission une lutte acharnée contre les Borborites (ru). Machtots applique également l'ordre du général romain de fortifier la ville de Karin et de la rebaptiser Théodosiopolis.
Quand Machtots revient d'Arménie occidentale, il se présente devant le nouveau roi d'Arménie, Artaxias IV, avec un rapport sur son voyage. Cette période coïncide avec une nouvelle aggravation de la situation politique en Arménie, en particulier dans les relations entre les Sassanides et Byzance (ru).
Une deuxième visite de Machtots en Arménie occidentale a lieu à la fin des années 420. Il se rend dans la province de Bardzr Hayk. Il y enseigne à des habitants de Chalgomk. Il laisse des assistants à Sper, Derdjan et Ekeleïats, et part pour l'Ayrarat, puis pour la région de Goltn.

### Visite de l'Albanie du Caucase et de l'Ibérie. Les rois Asvaguen et Bakur

Arménie perse, Ibérie, Albanie entre les empires perse et byzantin entre 387 et 591. Ils se sont joints à Machtots, et ensemble ils ont créé un alphabet pour cette langue des Gargars si abondante en sons gutturaux, grossiers, barbares et difficiles à prononcer. Après, laissant là-bas comme prieur son élève Iovnatan et le désignant comme prêtre auprès de la cour, Machtots retourna en Arménie, d'où il se rendit à Byzance, auprès de l'empereur Théodose.
Movsès Kaghankatvatsi, ', VIIe siècle.

Les historiographes mentionnent une première visite de Machtots en Ibérie avant son séjour en Arménie occidentale, Machtots avait déjà séjourné en Ibérie. Avec l'aide de l'interprète Djag, il crée un alphabet géorgien, en collaboration avec le roi Bakur et l'évêque du pays, Moïsseï,,,.

« Et voici que ce rassemblement de tribus séparés et disparates, il [Machtots], les lia par les testaments divins, et en fit un peuple uni, glorifiant un seul dieu…  »

Selon Korioun, début 420, en compagnie d'un prêtre dénommé Benjamin, Machtots crée un alphabet pour les Albaniens du Caucase (ru). Khorenatsi, et après lui Kaghankatvatsi, soutiennent qu'il s'agit de la tribu des Gargares,.
Ensuite Machtots se rend personnellement en Albanie du Caucase, ou Albanie du Caucase, où il rencontre le roi Asvaguen (ru) et l'évêque Ieremie, et répand l'alphabet albanien, inventé par eux.
Sur le chemin du retour d'Albanie, Machtots se rend au Gardman dans la province d'outil. Le prince de Gardman, Khours offre à l'enseignement de Machtots tout son fief. Machtots reçoit alors une invitation d'Achoucha Gouraski de se rendre dans ses possessions, dans la région de Tachir. Lors de sa deuxième visite en Ibérie, le roi des Ibères Artchil Ier aide Machtots en tout,. Il laisse dans ce pays certains de ses élèves comme enseignants.
Machtots effectue à cette époque un de ses visites missionnaires les plus lointaines dans la région de Balassakan (Paytakaran), dans la Caspiane ancienne.
Jost Gippert, un de ceux qui ont déchiffré un palimpseste albanien découvert en 1996, arrive après analyse des caractères à la conclusion que la base de l'alphabet albanien est dans l'alphabet arménien, qui va dans le sens de la tradition historique de sa création par Mesrop Machtots.

### Répression deVahramV

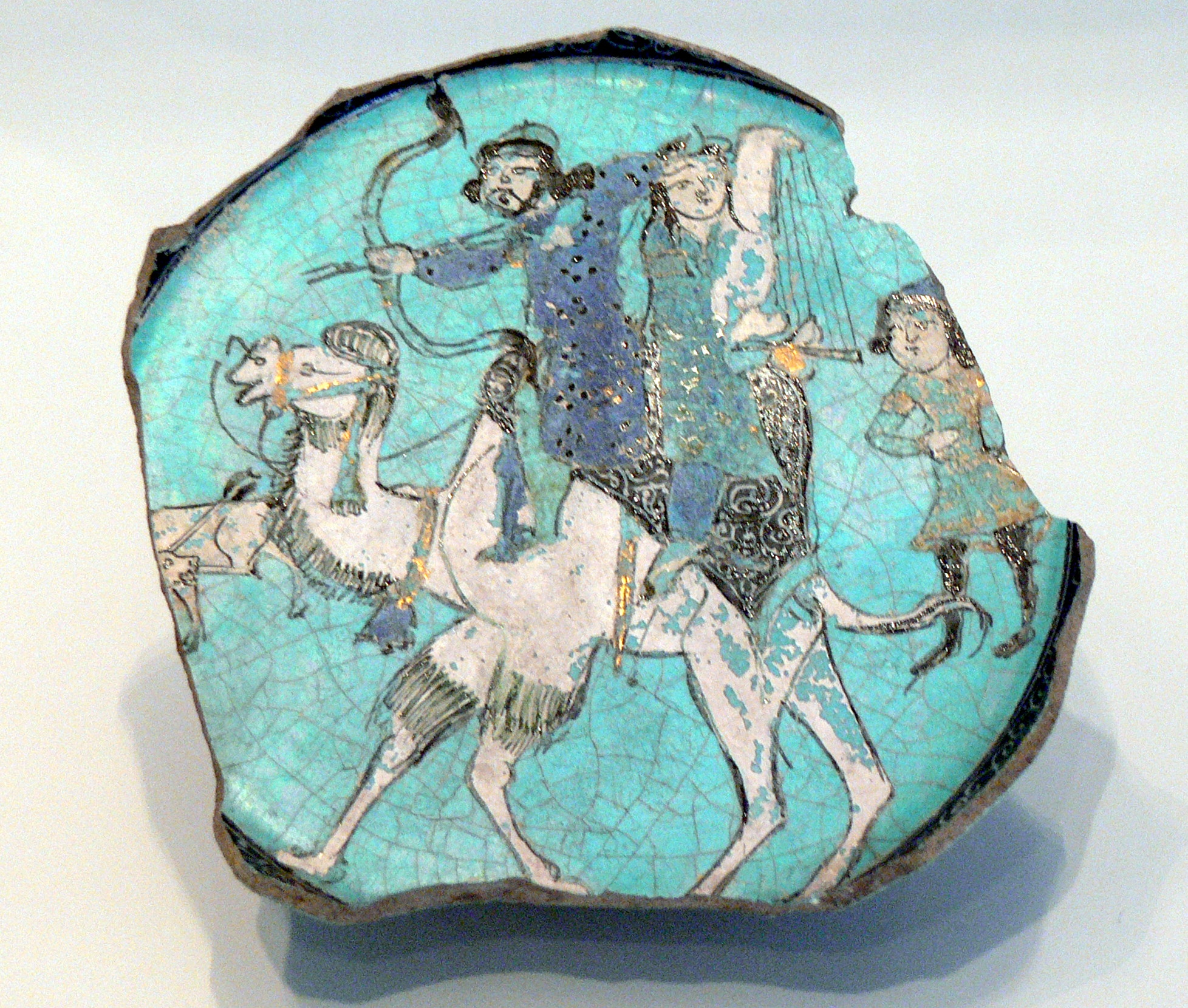
Vahram V et. Céramique fin XIIIe siècle - déb. XIVe siècle.

En 428, prenant prétexte d'une requête venant des nakharark arméniens, Vahram V dépose son vassal, le jeune Artaxias IV. Lui et le catholicos Sahak sont convoqués sous diverses accusations avec un groupe de seigneurs à la capitale sassanide, Ctésiphon. Après s'être présentés devant le tribunal du roi, le catholicos et le roi arménien sont démis et arrêtés. De 428 à 432, Machtots est pratiquement seul, et n'a pas d'activité missionnaire. Un certain Sourmak est désigné en tant que catholicos. Mais au bout d'un an il est chassé du pays et remplacé par un Assyrien, Brikcho, lui aussi rejeté par les Arméniens.
On peut supposer que Machtots, qui est le deuxième personnage religieux et civil dans le pays après Sahak Parthev, joue un rôle dans ces évènements. Il ne s'associe pas aux princes arméniens qui demandent en 432 à Vahram V de libérer Sahak et de le rétablir dans ses droits au patriarcat.
La question de la répression politique et religieuse en Arménie provoque l'intervention des chrétiens byzantins. Vahram V libère Sahak, mais en limitant ses droits. Un certain Chamuel est désigné comme catholicos. Sahak Parthev est envoyé aux confins du pays, dans la province de Bagrévand, et Mesrop Machtots est désigné par lui comme locum tenens.
Sahak Parthev n'occupe le siège patriarcal que nominalement. À Vagharchapat, Machtots remplit en pratique les fonctions de catholicos. Il ne les occupe cependant pas officiellement, bien qu'après la mort de Chamuel, vers 437, et de Sahak, Machtots soit le seul dirigeant de l'Église arménienne. La cause en est vraisemblablement son origine modeste et paysanne.

### Dernières années et traduction de la Bible

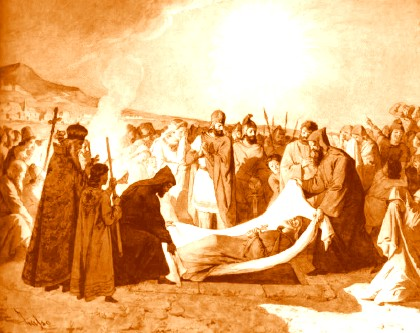
Funérailles de Mesrop Machtos à Ochakan. Tableau de Juliano Zasso (1833-1889).

Pour l'éducation spirituelle du pays, Mesrop Machtots et le catholicos Sahak envoient leurs élèves Eznik de Kolb, Korioun et quelques autres à Byzance et dans le Nord de la Mésopotamie. À Byzance, ils sont reçus par l'archevêque Maximien de Constantinople (431-434). À leur retour en Arménie, dans la ville d'Achtichat (ru), les élèves remettent à Mesrop et Sahak une lettre et les canons du concile d'Éphèse, et également un exemplaire authentique de la Bible. À la suite l'éviction de l'ancien patriarche grec Nestorius, Machtots soutient le lien avec les chefs de l'Église byzantine, Cyrille d'Alexandrie et Proclus de Constantinople, qui l'avertissent de la présence possible en Arménie d'idéologues nestoriens,.
Entre 432 et 435, Machtots, le catholicos Sahak et leurs élèves terminent la traduction de la Bible, travail commencé dès la création de l'alphabet arménien. Leurs élèves font l'essentiel de ce travail. Ils ont été envoyés avec à leur tête Moïse de Khorène (Khorenatsi) pour parfaire leur formation à Alexandrie. Outre la Bible, d'autres livres d'auteurs anciens sont traduits sous la direction de Machots, en particulier l'Histoire ecclésiastique d'Eusèbe de Césarée.

« Et à cette époque, notre Arménie désirée et fertile, grâce à deux pairs, connut un miracle inattendu. Y vinrent et y commencèrent à parler arménien Moïse le législateur avec une foule de prophètes, et Paul, en tête des rangs des apôtres et des évangélistes du Christ. »

Dans ses dernières années d'activités, Machtots est isolé. Les autorités sassanides déposent le catholicos Sahak, qui le protégeait dans l'église synodale de Vagharchapat, et qui se retire en province. Après la mort de Sahak Parthev en 439, Machtots fait nommer patriarche son élève, le prêtre Hovsep Ier de Holotsim,.
Maschots n'a pas seulement mené une vaste activité éducatrice et missionnaire, mais a été également au secours des faibles. Son biographe Korioun écrit ainsi que « à beaucoup de ceux qui étaient prisonniers, ou qui souffraient de la violence, il a apporté la rémission, en appelant à la force toute puissante du Christ. ìl a annulé beaucoup de reconnaissances de dettes illégales ».
Après avoir consacré 45 ans de sa vie à l'enseignement du christianisme, et 35 à la diffusion de l'écriture arménienne, Mesrop Machtots meurt subitement de maladie à Vagharchapat. Il est enterré avec les honneurs dans le village d'Ochakan par le gouverneur d'Arménie, Vaan Amoutini, et Amaïak Mamikonian, frère du stratége Vardan Mamikonina. Une église est édifiée sur sa tombe en 443. Elle se trouve à 30 km d'Erevan. L'Église apostolique arménienne l'a béatifié.

## Élèves

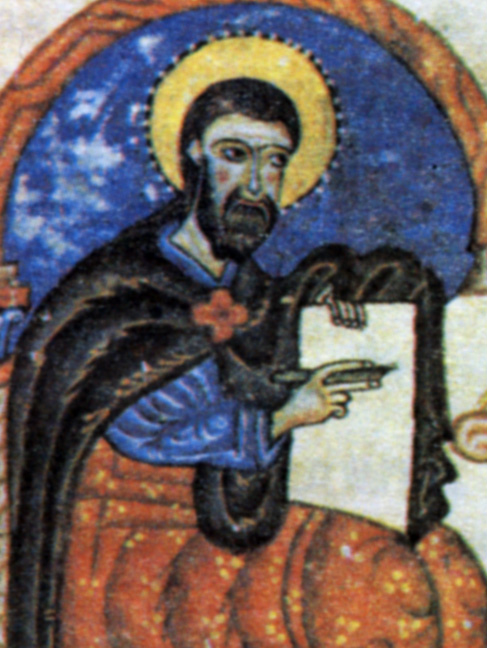
Un des plus jeunes élèves de Maschtots, Moïse de Khorène (410-490). Miniature du XIVe siècle.

Une pléiade d'écrivains et de traducteurs s'est formée auprès de Mesrop Machtos. Ils ont été les acteurs de la christianisation de l'Arménie, de son alphabétisation et de son éveil aux lettres et aux sciences. Presque tous les historiographes et lettrés du Ve siècle ont été ses élèves :
- Moïse de Khorène (Khorenatsi), historien arménien du Moyen Âge. Il écrit dans les années 480 sa remarquable Histoire de l'Arménie[107] ;
- Korioun, un des plus anciens élèves de Machtots, très proche de Khorenatsi. Après la mort de son maître, il écrit dans les années 440 une Vie de Machtots[33] ;
- Eznik de Kolb, théologien, auteur de la Réfutation des sectes, un important théologien du christianisme et du zoroastrisme ;
- Hovsep Ier de Holotsim, catholicos de l'Église apostolique arménienne, et chef spirituel de l'Arménie pendant plus de dix ans ;
- Vardan II Mamikonian, chef militaire arménien, stratège victorieux à la bataille d'Avarayr ;

Dans l'Histoire des saints patriarches Sahak et du vardapet Machtots d'un auteur inconnu du IXe siècle, il est fait mention aussi de Mambré Vertsanokh (frère de Moïse de Khorène), d'Ardzan Artsouni, d'Agan Artsouni et de Mouché.

## Alphabet
L'alphabet arménien comporte initialement 36 lettres, dont 7 voyelles, et 29 consonnes. Confronté à des dizaines de dialectes, Machtots fixe les règles phonétiques d'une langue littéraire commune, choisit un sens pour l'écriture, de gauche à droite, comme en grec, et non de droite à gauche, comme en assyrien. C'est lui aussi qui a déterminé l'orthographe de l'arménien classique littéraire.
Les principes fondamentaux sur lesquels se fonde Mersrop pour créer l'alphabet sont les suivants :
1. à chaque lettre correspond un seul son, à chaque son une seule lettre, seule la lettre « ու » (vo), qui se compose de deux caractères et ne fait pas partie de l'alphabet. Mesrop Machtots a suivi dans ce cas l'alphabet grec, dans lequel ce son est également représenté par deux signes, o et v ;
2. il s'écrit horizontalement de gauche à droite, alors qu'à l'époque la majorité des langues s'écrivent en sens inverse, de droite à gauche. Ce choix présente un avantage évident[109] ;
3. il n'y a pas de signes diacritiques dans l'alphabet arménien, alors qu'ils existent dans la majorité des alphabets contemporains, dont le grec, dans lequel des signes particuliers sont placés sur, sous ou à côté des lettres pour préciser leur prononciation ;
4. comme pour toute langue vivante, la prononciation de nombreux sons de l'arménien du Ve siècle varie dans les différentes parties du pays. Mesrop parvient à dépasser ces différences, et à construire un système phonologique unique. Il le fait grâce à une compréhension très fine de sa phonétique arménienne[15].

Pendant plus de 1 600 ans, l'alphabet arménien a subsisté presque sans changements. Au XIe siècle, deux lettres sont ajoutées : la voyelle « Օ » (oh) et la consonne « Ֆ » (feh). Jusqu'à cette date pour écrire ces sons, on utilisait respectivement les lettres « Փ » (p'iur) et « աւ » (aw). Au Moyen Âge, sont utilisées les écritures onciale (erkathagir), minuscule (bolorgir ou lettres rondes), cursive (notrgir), chkharir. Avec le temps, le graphisme des lettres évolue de formes carrées vers de plus arrondies.
Čestmír Loukotka soutient que l'alphabet arménien est le plus accompli de son époque par son écriture phonétique. Andreï Bitov fait le commentaire suivant :

« Cet alphabet fut créé par un homme génial, avec un sens frappant du pays natal — il fut créé en une fois et pour toujours —, il est parfait. Cet homme fut semblable à Dieu dans les jours de sa création… Il est lui-même un fait, comme cet alphabet. Son nom est Mesrop Machtots. »

Certains considèrent que, comme dans le cas du cyrillique, l'ossature de l'alphabet arménien était utilisé en Arménie longtemps avant son « invention », et qu'il s'agissait d'une variante d'une écriture sémitique. Une autre hypothèse est qu'une telle écriture avait été abandonnée avec la conversion au christianisme, et que Machtots est à l'origine de son rétablissement et de sa reconnaissance par l'État.

## Œuvre

### Charakan ou chant arménien
Dans les dernières années de sa vie, Mesrop Machtots s'emploie à des traductions, écrit des vers d'église, et des traités religieux. Ses vers sont la plus ancienne expression de la poésie d'église en arménien classique, le charakan, et sont à l'origine des chants et des hymnes spirituels arméniens. Une grande partie — 130 pièces au total — en a été rédigée par lui. Son œuvre est pleine d'humanisme et d'une compassion humaine aigüe.
Le dialogue lyrique de Machtots avec le Tout-puissant est empli d'émotions humaines, et de tableaux dramatiques qui soulignent l'infirmité morale du simple mortel et sa faiblesse devant Dieu.

« Le tourbillon de l'ignorance

Me secoue de vagues tempétueuses

Créateur du monde, aide-moi !

Et ces vagues m'emportent

Au gouffre d'une mer pécheresse 

Seigneur timonier, sauve-moi ! »

Sa poésie expose avec sincérité son échange avec Dieu. Il enseigne l'espoir en un salut de l'âme.

« Mon espoir est dans mon enfance

Ne m'abandonne pas, Seigneur Dieu !

Mon espoir est dans ma vieillesse

Ne m'abandonne pas, Seigneur Dieu !

Mon espoir est dans le Jugement dernier

Ne m'abandonne pas, Seigneur Dieu ! »

Ses charakans les plus connus sont « Père miséricordieux !… », « Unique fondement… », « Dieu très bienveillant !… », « Dans mon trouble… », « Pleurs du repentir… », etc.

### Sermons de Grégoire l'Illuminateur
Mesrop Machtots est le fondateur de la patristique arménienne. Il s'avère être l'auteur du recueil des Sermons répétés, (Յաճախապատում ճառք), longtemps attribué à Grégoire l'Illuminateur. Dans ce texte, Machtots exprime un regard idéaliste sur la religion et la société.

## Place de Mesrop Machtots dans l'histoire de l'Arménie
L'histoire a rarement conservé les noms des créateurs des alphabets dans l'Antiquité. Mesrop Machtots est le premier nom lié à un système d'écriture qui ne soit pas légendaire, comme Wulfila, évangélisateur des Goths et traducteur de la Bible à l'aide d'un alphabet conçu par ses soins, mais dont l'existence n'est pas attestée.
Grâce à Mesrop Machtots, le peuple arménien dispose d'une écriture nationale, et la langue arménienne, acquiert la qualité de langue officielle en 404 après J.-C. Cette écriture nationale devient la pierre angulaire de l'Église arménienne et de son influence spirituelle. Elle est avec la religion le rempart des Arméniens dans la lutte contre l'assimilation. Si au début du IVe siècle le peuple n'est que nominalement de confession chrétienne, le christianisme se diffuse plus largement. En 451 l'Arménie garantit sa liberté religieuse avec la bataille d'Avarayr. Son identité linguistique, culturelle et religieuse subsiste pendant les longs siècles, où l'Arménie est dominée par d'autres États.
Non seulement créateur d'un alphabet, Mesrop Machtots est également un enseignant, à l'origine de l'enseignement académique en arménien. Il a ouvert lui-même des écoles dans différentes provinces du pays et son alphabétisation.
Selon le poète moderne Parouir Sévak, Mesrop Machtots fut « le plus grand homme politique que l'Arménie ait connu ». L'historien et orientaliste allemand Josef Markwart écrit :

« Un peuple, d'où sont nés de tels hommes et qui les honore, comme ses héros, et qui suit leur exemple, jamais ne mourra. »

## Légendes sur Machtots

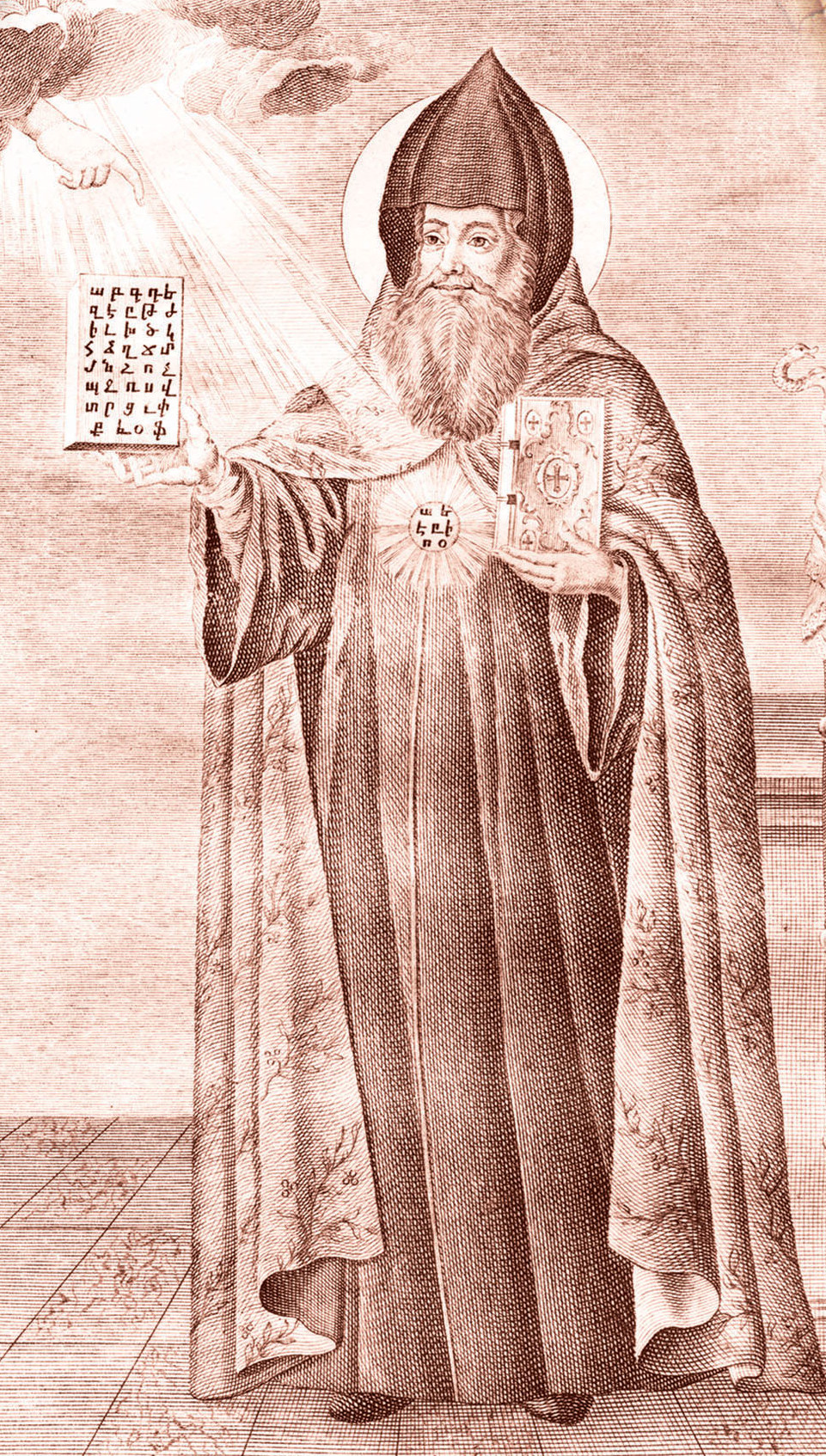
Mesrop Machtots. Gravure du XIXe siècle.

Une des plus vieilles légendes sur Machtots figure dans l'Histoire de Vardan le grand (XIIIe siècle). Selon celle-ci, Dieu, après avoir entendu les longues prières de Machtots, aurait écrit les lettres de l'alphabet arménien sur une montagne de la province de Palu, où elles seraient toujours visibles. La légende raconte que les habitants considèrent le site comme sacré. À Palu, près de la montagne de Saint Mesrop, un site, ressemblant à un tombeau en pierre, serait l'endroit où a été créé l'alphabet arménien et est appelé par les habitants « tombeau de Machtots ».
Une autre légende du Moyen Âge est que Machtots et Sahak se seraient retirés en ermitage pendant 40 jours pour créer l'alphabet. Un ange leur serait apparu une nuit et leur aurait montré sur une plaque de pierre sept lettres de l'appareil de l'alphabet arménien. Ayant reçu ce qu'ils souhaitaient, ils seraient redescendus de la montagne.
On raconte qu'au moment des funérailles, sur le chemin de Vagharchapat à Ochakan, les porteurs aurait placé le cercueil sur une pierre, pour se reposer de la chaleur, et que brusquement de l'eau aurait surgi de cette pierre, épanchant leur soif.
Dans une dernière de ces légendes, Machtots aurait demandé aux habitants d'Atsik de placer son corps sur une charrette, de laisser l'attelage aller librement et de l'enterrer là où il le conduirait. La charrette se serait arrêtée devant la maison d'un pauvre paysan, et les habitants d'Atsik, estimant cet endroit peu convenable, y auraient enterré seulement l'auriculaire de Machtots, et y auraient construit ensuite une chapelle, qui devint un lieu de pèlerinage.

## Postérité

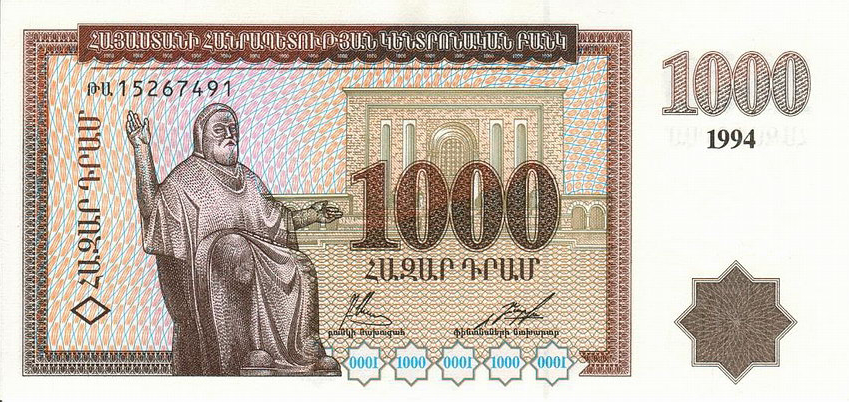
Billet arménien de 1000 dram.

Une avenue d'Erevan porte le nom de Mesrop-Machtot, ainsi qu'une distinction honorifique de la république d'Arménie.
Le film Mesrop Machtots a été tourné en 1988 par le réalisateur Levon Mkrtchyan et produit par Armenfilm.
Lilit Teryan en a fait une sculpture.